# La Nouvelle République (Algérie)
Pour les articles homonymes, voir La Nouvelle République.
La Nouvelle République (NR) est un journal algérien, fondé par les principaux animateurs du journal Le Matin en février 1998.